# روبرت تاون
روبرت تاون (بالإنجليزية: Robert Towne)‏ هو كاتب سيناريو ومخرج وممثل أمريكي، ولد في 23 نوفمبر 1934 بلوس أنجلوس في الولايات المتحدة. من الجوائز التي نالها جائزة الأوسكار لأفضل كتابة عن عمل الحي الصيني وجائزة إدغار.

## أعمال

### أفلام
- (1967) بوني وكلايد[6]
- (1974) الحي الصيني
- (1975) شامبو[7]
- (1976) رجل الماراثون
- (1978) السماء بإمكانها الانتظار[8]
- (1988) مضطرب
- (1990) أيام الرعد[9]
- (1996) الصخرة[10][11][12]
- (1996) مهمة مستحيلة[13]
- (2000) مهمة مستحيلة 2[14]

## جوائز وترشيحات
جوائز
- جائزة الأوسكار لأفضل كتابة، عن عمل: الحي الصيني
- جائزة إدغار

ترشيحات
- جائزة الأوسكار لأفضل كتابة، عن عمل: شامبو
- جائزة الأوسكار لأفضل كتابة

## الوفاة
توفي روبرت تاون في 1 يوليو 2024 عن عمر ناهز التاسعة والثمانين.

## وصلات خارجية
- روبرت تاون على موقع IMDb (الإنجليزية)
- روبرت تاون على موقع الموسوعة البريطانية (الإنجليزية)
- روبرت تاون على موقع ألو سيني (الفرنسية)
- روبرت تاون على موقع أول موفي (الإنجليزية)
- روبرت تاون على موقع قاعدة بيانات الأفلام السويدية (السويدية)
- روبرت تاون على موقع إن إن دي بي (الإنجليزية)
- روبرت تاون على موقع قاعدة بيانات الفيلم (الإنجليزية)
- روبرت تاون على موقع كينوبويسك (الروسية)